# Dominique Ottavi
Pour les articles homonymes, voir Ottavi.
Dominique Ottavi, née le 21 novembre 1954 à Paris, est une philosophe française, professeure de sciences de l'éducation à l'université Paris-Nanterre.

## Biographie
Dominique Ottavi fait ses études à l'école normale supérieure de Fontenay-aux-Roses (1975-1979). Elle réalise en 1997 une thèse de doctorat intitulée « Aux origines de la science de l'enfant (1870-1914) » à l'École des hautes études en sciences sociales, sous la direction de Marcel Gauchet, et présente en 2005 un mémoire d'habilitation universitaire intitulé « L'enfant entre rupture et continuité », dont Nicole Mosconi est garante, à l'université Paris-Nanterre.
Elle est professeure de philosophie à l'école normale puis en IUFM, à Chartres et à Versailles, puis est maître de conférences à l'université Paris-VIII (2001-2008). En 2008, elle est nommée professeur de sciences de l'éducation à l'université de Caen, puis à l'université Paris-Nanterre en 2011, et membre de l'équipe de recherche « Savoir, rapport au savoir et processus de transmission » (CREF EA 1589), qu'elle dirige en 2012-2014. En 2016-2017, elle a une délégation au CNRS.

## Activités scientifiques et éditoriales
Ses recherches se situent dans le champ de l'éducation, avec un intérêt pour l'histoire de l'enfance et des doctrines pédagogiques, dans une triple perspective philosophique, historique et psychologique. Elle publie en 2001 De Darwin à Piaget. Pour une histoire de la psychologie de l’enfant, ouvrage dans lequel elle présente les travaux de Darwin, Stanley Hall, Binet notamment, du milieu du XIXe siècle au milieu du XXe siècle, s'intéressant également à l'usage fait de ces travaux et à leurs effets sur les pratiques éducatives et la pédagogie,. 
Elle assure de 2001 à 2008, avec Marie-Claude Blais et Marcel Gauchet, un séminaire à l'École des hautes études en sciences sociales, qui donne lieu à la publication de deux ouvrages : Pour une philosophie politique de l'éducation : six questions d'aujourd'hui (2002), qui propose des éléments de réflexion sur la signification politique de l'éducation dans les sociétés démocratiques  et Conditions de l'éducation (2008) qui envisage les conditions de possibilité de l'action éducative. Un nouveau séminaire commun, au collège des Bernardins en 2010-2011, donne lieu à la publication de Transmettre, apprendre (2014), dans lequel les auteurs reviennent sur les débats qui opposent « “républicains”, partisans d'une transmission fondée sur une connaissance apportée par le maître et “pédagogues” mettant plutôt l'élève au cœur de l'acquisition des savoirs », proposant quant à eux « une troisième voie, entre la transmission et l'acte d'apprendre ».
Elle est membre du comité scientifique des revues Penser l'éducation, Tétralogiques, Cliopsy et Pedagogia teoretica, membre du comité de rédaction de la revue Le Télémaque et membre du comité de lecture de la revue Les Sciences de l'éducation - Pour l'Ère nouvelle. Elle est membre du conseil d'administration de la Société d'économie et de sciences sociales et du comité de rédaction de sa revue, Les Études sociales.

## Publications

### Ouvrages
- De Darwin à Piaget : pour une histoire de la psychologie de l'enfant, Paris, CNRS, 2001, 330 p.  (ISBN 2271068541)
- Herbert Spencer, De l’Éducation, Raymond Thamin, Éducation et positivisme, textes choisis et présentation, Lyon, INRP, coll. « Bibliothèque philosophique de l’éducation », 2003  (ISBN 2 7342 0944 6).

### Ouvrages collectifs
- Pour une philosophie politique de l'éducation : six questions d'aujourd'hui, avec Marie-Claude Blais & Marcel Gauchet, Bayard, 2002
- Roger Cousinet, textes choisis et présentation, avec Laurent Gutierrez, Lyon, INRP, coll. «Bibliothèque philosophique de l’éducation», 2007  (ISBN 978-2-7342-1055-9)
- Conditions de l'éducation, avec Marie-Claude Blais & Marcel Gauchet, Fayard, 2008
- L’enfant face aux médias, quelle responsabilité sociale et familiale ?, avec Dany-Robert Dufour, Fabert, 2011  (ISBN 978-2-84922-114-3)
- « La crise de l’éducation d’Arendt dans son contexte : Hannah Arendt face aux critiques de l’éducation progressive », in Alain Vergnioux, Grandes controverses en éducation, p. 115-198, Peter Lang, 2013  (ISBN 978-3-0343-1259-2).
- Transmettre, apprendre, avec Marie-Claude Blais & Marcel Gauchet, Stock, 2014
- « Le temps de la peur, entre raison et sentiment », dans Marina D’Amato (dir.), Ragioni e Sentimenti, p. 117-126, Roma 3 University Press, 2016 [PDF] [lire en ligne].
- Laurence Gavarini, Dominique Ottavi et Ilaria Pirone, Le normal et le pathologique à l’école aujourd’hui, Presses universitaires de Vincennes, 2022, 208 p. (ISBN 2379242666).